# 多马昂蓬蒂约
多马昂蓬蒂约（法語：Domart-en-Ponthieu，法語發音：[dɔmaʁ ɑ̃ pɔ̃tjø]）是法国上法蘭西大區索姆省的一个市镇，属于亚眠区。该市镇2009年时的人口为1,094人。

## 人口
多马昂蓬蒂约人口变化图示
| 数据来源：INSEE |